# Katerine Duska
Katerine Duska (gr. Κατερίνα Ντούσκα; ur. 6 listopada 1989 w Montrealu) – grecko-kanadyjska piosenkarka.

## Życiorys
Urodziła się i wychowywała w Montrealu. W 2015 wydała swój debiutancki album studyjny, zatytułowany Embodiment. W 2017 wydała singiel koncertowy pt. The Embodiment Live Sessions, zawierający zapis piosenek wykonanych na żywo podczas koncertu, który zagrała w Mpankeion w Atenach.
W lutym 2019 została ogłoszona reprezentantką Grecji w 64. Konkursie Piosenki Eurowizji w Tel Awiwie. Jej konkursowa piosenka „Better Love” miała premierę 7 marca. 14 maja wystąpiła jako szesnasta w kolejności startowej w pierwszym półfinale i z piątego  miejsca awansowała do finału, który odbył się 18 maja. Wystąpiła w nim z trzynastym numerem startowym i zajęła 21. miejsce po zdobyciu 74 punktów w tym 24 punktów od telewidzów (21. miejsce) i 50 pkt od jurorów (14. miejsce).

## Dyskografia

### Albumy studyjne
- Embodiment (2015)